# Книгохранилище

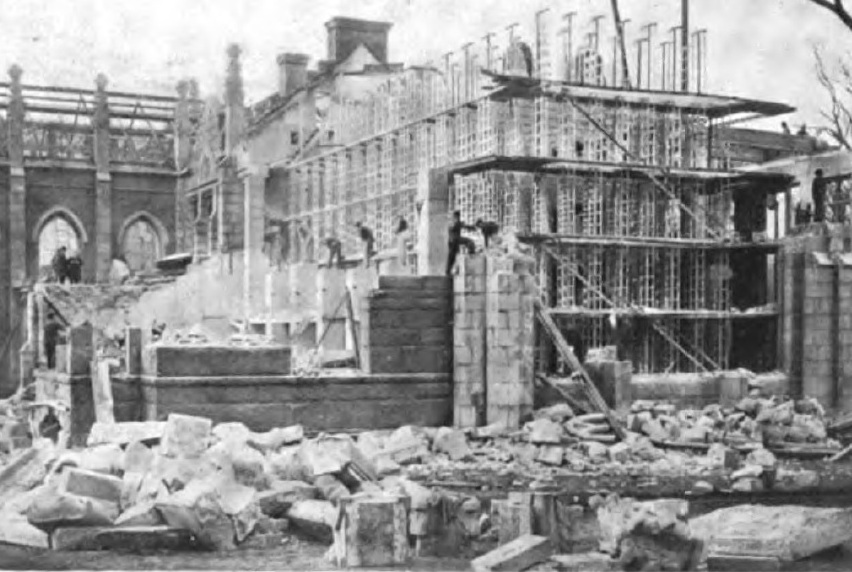
Гарвардский Гоур Холл во время сноса в 1913 году

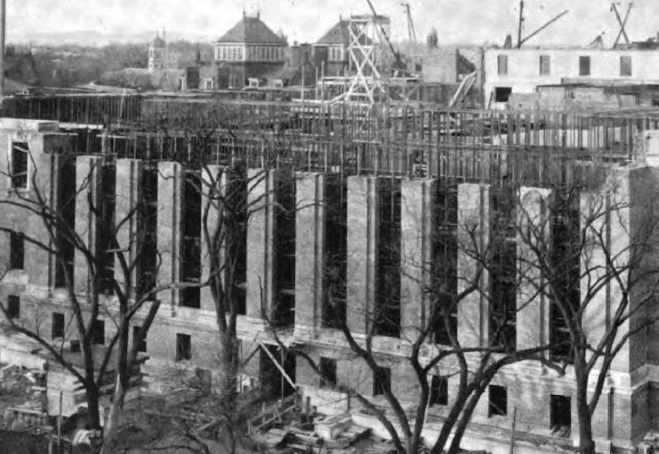
Каркас стеллажей (виден внутри недостроенных стен, декабрь 1913 года) Библиотеки Уайденера поддерживает крышу и самый верхний уровень офисов и специальных коллекций, а также полки с 3 миллионами книг

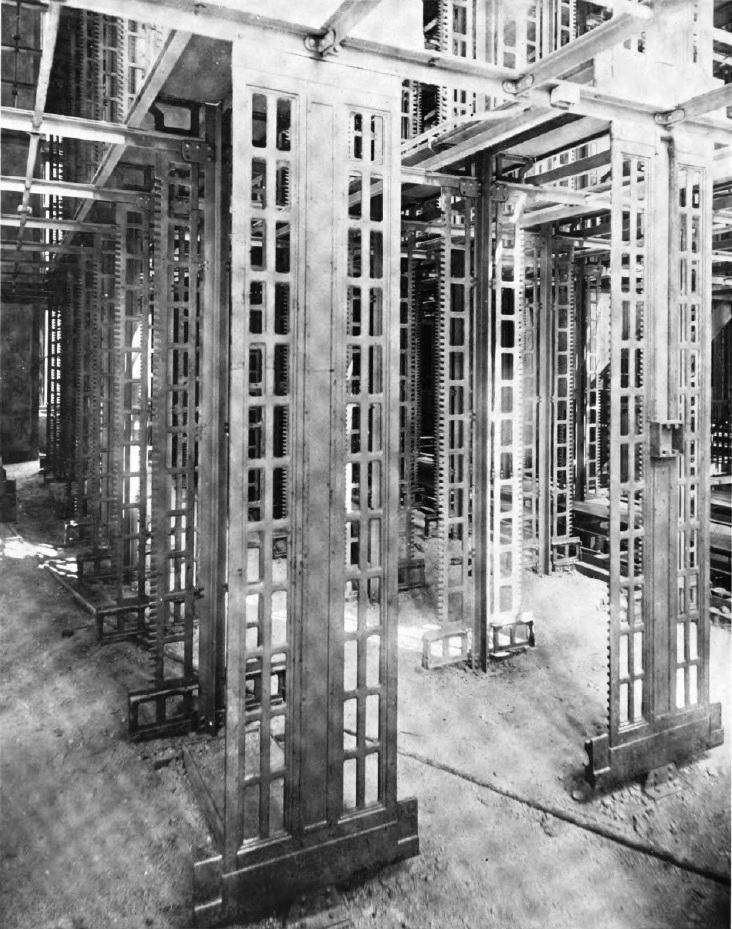
Один из десяти ярусов книгохранилища Библиотеки Уайденера во время строительства. Следующий уровень виден, потому что ещё не установлены панели пола, которые поддерживаются каркасом стеллажей

Книгохранилище — специальное помещение для хранения книг, журналов, газет, изобразительных материалов и др. произведений печати, размещаемых в соответствии с определённой библиотечно-библиографической классификацией.
Книгохранилища различают по назначению и характеру использования (основные и подсобные), по мощности (малой ёмкости, ярусные, магазинные).
В библиотечном деле и архитектуре в США и Европе — это место (здание) для хранения книг, не имеющее зоны для чтения. Под этим термином часто понимают многоуровневую систему стеллажей из железа или стали с узкими проходами; подобные конструкции стали создавать в XIX веке для удовлетворения растущих потребностей в складских помещениях. Библиотека с открытым книгохранилищем позволяет своим посетителям входить в эти помещения и просматривать книги; в закрытых книгохранилищах сотрудники библиотеки получают книги для посетителей по запросу.

## Первые конструкции книгохранилищ
Французский архитектор Анри Лабруст впервые применил железо в Библиотеке Святой Женевьевы в 1850 году, позже он создал четырёхэтажный железный стеллаж для Национальной библиотеки Франции. В 1857 году в Британской библиотеке были установлены многоуровневые стеллажи с решётчатым железным полом. В 1876 году Уильям Р. Уэр разработал книгохранилище для Гоур Холла в Гарвардском университете. В отличие от архитектуры большинства зданий, перекрытия этих книгохранилищ не были несущими, а, наоборот, поддерживались стеллажами. Даже нагрузка на крышу здания и на любые пространства над стеллажами (например, офисы) может передаваться на фундамент здания через стеллажную систему. Наружные стены здания действуют как оболочка, но не являются несущими.
Библиотека изящных искусств им. Фишера в Пенсильванском университете, спроектированная Фрэнком Фернессом, была первой библиотекой в США, где стеллажи были частью оригинального дизайна. Книгохранилища библиотеки с низкими потолками были отделены от читальных залов с высотой потолков более 12 м. Краеугольный камень первого здания в Пенсильвании, которое использовалось исключительно как библиотека, был заложен в октябре 1888 года, строительство было завершено в конце 1890 года, и в феврале 1891 года здание было освящено.

## Библиотека Конгресса и дизайн Снида
Для Здания Томаса Джефферсона Библиотеки Конгресса, построенного в 1897 году, инженер Бернард Ричардсон Грин внёс ряд изменений в дизайн Гоур Холла, в частности использовал цельнометаллические стеллажи. Тендер на строительство выиграла компания Snead and Company Ironworks, которая в дальнейшем использовала свой стандартизированный дизайн в библиотеках по всей стране. Среди известных примеров Библиотека Уайденера в Гарварде и семиуровневый стеллаж, поддерживающий Читальный зал Роуз Нью-Йоркской публичной библиотеки.
Книжные стеллажи Библиотеки Конгресса были спроектированы и запатентованы инженером Бернардом Р. Грином (1843—1914) в Библиотеке Конгресса этот тип хранения книг был использован впервые. Хотя конструкция была из чугуна, полки были сделаны из полос тонкой стали с U-образным сечением и были лёгкими, как такие же сосновые полки. Верхняя поверхность U-образного профиля была отшлифована, отполирована и покрыта лаком (состав лака неизвестен). Грин спроектировал стеллажи модульными, чтобы их можно было возводить в несколько этажей как единую отдельно стоящую конструкцию с лестницами и полами, которая могла бы поддерживать конструкцию крыши. Он спроектировал полки так, чтобы их можно было регулировать по размеру книги с помощью простой системы проушин без каких-либо болтов или креплений.
Книгохранилища обычно были доступны только сотрудникам библиотеки, доставляющим книги читателям, которые ожидали в другом месте; поэтому они часто строились непригодными для общего доступа. Однако со временем дизайн Снида стал терять популярность по следующим причинам: тенденции открытия книгохранилищ для публики, тенденции строительства зданий с возможностью изменения целевого назначения, необходимость хранения всё больших коллекций книг. Ангус Снид Макдональд, президент компании Snead с 1915 по 1952 год, сам выступал за переход к модульным библиотекам с открытой планировкой в середине XX века.
В более позднее время появились мобильные стеллажи, которые позволили минимизировать площадь помещений книгохранилищ.